# يوهان كوبلينغ
يوهان كوبلينِغ (بالألمانية: Johann Koplenig) (ولد يوم 15 أيار/مايو 1891 في قرية يادرزدولرف بالقرب من بلدة هيرماغور في مقاطعة كارينثيا النمساوية؛ وتوفي في 13. ديسمبر 1968 في فيينا)؛ سياسي اشتراكي شيوعي نمساوي، ترأس الحزب الشيوعي النمساوي لأكثر من أربعين عاما، وشارك في الحكومة النمساوية المؤقتة التي أقيمت بعد الحرب العالمية الثانية بصفته أحد نواب المستشار كارل رينر الثلاثة، ولعب دورًا رئيسيًا في إنشاء الجمهورية الثانية. من عام 1945 إلى عام 1959 كان كوبلينج عضوًا في البرلمان النمساوي.

## طفولتة وشبابه
ولد كوبلينج واحدا من أربعة أبناء في عائلة فقيرة تمكنت بالكاد من تحمل تكاليف تعليمه الابتدائي، وتوجه مبكرا إلى العمل صبيا متدربا عند صانع أحذية. وفي السنوات 1909 إلى 1910 تجول كوبلينغ متنقلا بين رب عمل وآخر، وتعرف إلى الاشتراكيين وصار عضوا في الحزب الاشتراكي الديمقراطي النمساوي. عمل عام 1910 في بلدة يودنبورغ وشارك هناك في تأسيس الرابطة المحلية لعمال الأحذية والجلود.
في عام 1911 طُرد كوبلينج من عمله بعد تنظيم إضراب صنّاع الأحذية في يودنبورغ، وانتقل إلى بلدة كنيتلفلد حيث عمل لدى صانع الأحذية الأهم فيها، فلاخباخر، وهناك أسس الفرع المحلي لـ «جمعية العمال الشباب بالنمسا». وفي مؤتمر شباب ستيريا عام 1912 انتخب كوبلينج واحدا من أربعة ممثلين عن مقاطعة ستيريا، وفي عام 1913 انتخب مندوبا عن الحزب إلى أممية الشبيبة الاشتراكية ن إلا أن اندلاع الحرب العظمى في صيف 1914 حال دون انعقد هذا المؤتمر. وفي الحرب جنّد كوبلينِغ وأرسل إلى الجبهة الروسية حيث أصيب وأسر يوم 4 تشرين الثاني/نوفمبر 1914.

## نشاطه في الحزب الشيوعي النمساوي
في عام 1918 انضم كوبلينج إلى الحزب البلشفي وأصبح عضوًا بارزًا في خلية أسرى الحرب في مدينة نيجني نوفغورود. بعد ذلك نشط في الدعاية للقضية البلشفية في الكثير من معسكرات أسرى الحرب في جبال الأورال، وأدار في هذا المنصب عمل قسم الثقافة والتعليم في مكتب إعادة أسرى الحرب.
في تموز/يوليه 1920، عاد كوبلينج من الأسر إلى مدينته كنيتلفيلد حيث رحب به مسؤولو الحزب الاشتراكي الديمقراطي المحليون الذين عرضوا عليه منصب سكرتير الدائرة الانتخابية في انتخابات تشرين الأول/أكتوبر 1920، ولكنه رفض عرض الاشتراكيين الديمقراطيين وترشح عن الحزب الشيوعي النمساوي وحصل على على 24 صوتًا فقط، وفي 26 شباط/فبراير1921 شارك في تأسيس تأسست المجموعة المحلية للحزب الشيوعي النمساوي في كنيتلفلد.
عمل في ورشة إصلاح الأحذية التابعة لمؤسسسة سكك الحديد النمساوية وسرعان ما فصل منها بسبب توجهاته السياسية. في 5 آذار/ مارس 1922انتخبه مؤتمرالحزب الشيوعي النمساوي لهيئته القيادية وممثلا عن شيوعيي مقاطعة ستيريا وانتقل للسكن في بلدة بروك أن دير مور حيث مقر فرع المقاطعة. شهدت الأعوام من 1924 إلى 1927 صراعات شرسة بين أجنحة الحزب أدت إلى شل عمله السياسي واستدعي كوبلينغ إلى فيينا عام 1923، وشهد مؤتمر الحزب السابع في شباط/فبراير من العام 1924 نزاعات فئوية جديدة، إذ انتخب جيورجي ديمتروف و، مما أدى إلى شل الحزب الشيوعي في عمله السياسي. في عام 1923 تم استدعاء كوبلينغ إلى فيينا عن طريق البرقية. السابع جلب مؤتمر الحزب في فبراير 1924 صراعات فئوية متجددة وعين القائد الشيوعي البلغاري جورجي ديمتروف مستشارا منتدبا عن الأممية الشيوعية، وإذ طلب حجب الثقة عن جناح كارل تومان إلى عراك بالأيدي، قرر ممثلو الأممية الشيوعين تعيين قيادة مؤقتة، وعين كوبلينيغ الشيوعي القادم من الريف والمحايد في الصراعات التي تشهدها فيينا سكرتير مؤقتا للحزب. جرت في هذه المرحلة عملية «بلشفة» للحزب وحولت منظمات الحزب إلى خلايا نشطة في المعامل ومنظمات للعاطلين عن العمل.

## العمل السري والنضال ضد الفاشية
بعد تظاهرات تموز/يوليه التي شهدتها فيينا احتجاجا على تبرئة يمينيين هاجموا اجتماعا للاشتراكيين وقتلوا اثنين، والتي أدت إلى اشتباكات واسعة مع الشرطة سقط فيها عشرات القتلى وكذلك إلى احتراق قصر العدل، ألقي القبض على كوبلينج بتهمة التحريض والخيانة العظمى، ولكن حكم ببراءته. في هذه المرحلة بدأ الحزب الشيوعي ينشط في مكافحة الاشتراكية القومية (الفاشية) الصاعدة. في أيار/مايو 1933أعلنت حكومة دولفوس الفاشية الحزب الشيوعي حزبا محظورا، وبعد الحرب الأهلية النمساوية القصيرة في شباط/فبراير 1934 حُظر الحزب الاشتراكي الديمقراطي أيضًا.
نتيجة لأحداث شياط/فبراير 1934 انضم العديد من الاشتراكيين الديمقراطيين إلى الحزب الشيوعي الذي تحول إلى حزب جماهيري يعمل سريا، وأسقطت الحكومة الفاشية النمساوية الجنسية عن كوبلينغ الذي لجأ إلى براغ ومنها نظم نشاط الحزب السري في النمسا.
عقب مؤتمر الأممية الشيوعية السابع عام 1935 نوقشت داخل صفوف الحزب المسألة الوطنية النمساوية وخلص النقاش إلى قرار بالاصطفاف مع الأحزاب الأخرى في جبهة موسعة ضد الفاشية ومع الدفاع عن استقلال النمسا (عن ألمانيا النازية)، وطغت هذه المسألة على نشاط وأدبيات الحزب في الأعوام التي تلت ضم النمسا إلى ألمانيا عام 1938 وحتى نهاية الحرب العالمية الثانية.
عقب الاحتلال النازي لتشيكوسلوفاكيا أيار/مايو 1938 هرب كوبلينج من براغ إلى باريس حيث تواجدت قيادة الحزب، وغادرها لدى اندلاع الحرب العالمية الثانية إلى موسكو حيث تولى في الأممية الشيوعية إدارة فرع النمسا في مكتب أوروبا الوسطى. من هنا حارب من أجل إعادة إنشاء النمسا الحرة المستقلة. وابتداء من العام 1942 تحدث كوبلينغ في البرامج الموجهة إلى الشعب النمساوي عبر إذااعة موسكو التي تابعها من تجرؤوا في النمسا على الاستماع سرا إلى «الإذاعات المعادية».

## أحد مؤسسي الجمهورية الثانية

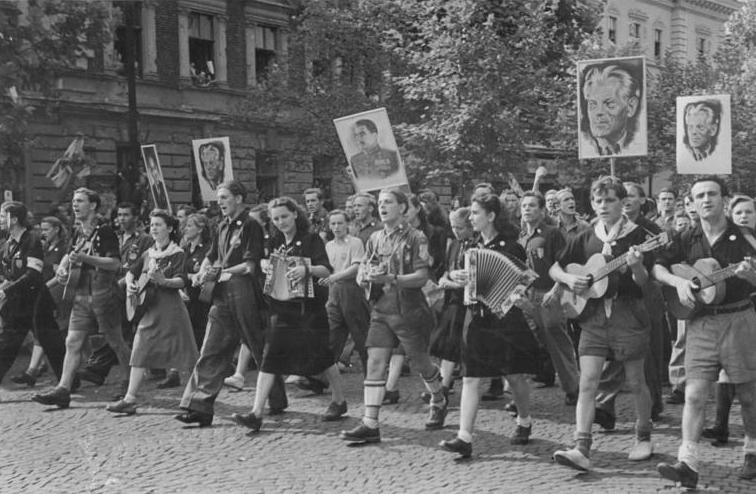
الوفد النمساوي إلى دورة الألعاب العالمية للشباب في بودابست 1949. على اللافتات جوزيف ستالين ويوهان كوبلينغ

بعد تحرير فيينا على يد الجيش الأحمر، عاد كوبلينغ إلى فيينا من موسكو في نيسان/أبريل 1945، وكان أحد مؤسسي الجمهورية الثانية نيابة عن الحزب الشيوعي، وأحد كان أحد الموقعين الأربعة على إعلان استقلال النمسا في 27 نيسان/أبريل 1945 وعضو في الحكومة التي أقيمت في نفس اليوم.
تولى منصب سكرتير دولة (وزير لا حقيبة) في الحكومة النمساوية المؤقتة التي ترأسها كارل رينر وكان عضوا في مجلس الوزراء السياسي الذي تألف من رينر وثلاصة نواب ممثلين عن الأحزاب النمساوية الثلاثة، إلى أن عينت الحكومة الفدرالية الأولى يوم 20 كانون أول/ديسمبر والتي ترأسها ليوبولد فيغل.
في الأعوام التالية كان عضوا في البرلمان، فقد حصل الحزب الشيوعي في انتخابات تشرين الثاني/نوفمبر 1945 على 5.4% من الأصوات (أربعة مقاعد في البرلمان)، وفي انتخابات عام 1949 على خمسة مقاعد، وثلاثة في 1956 وسقط في انتخابات 1959 التي ظل بعدها خارج البرلمان.
قدم في وقت مبكر من الوجود السوفييتي في البلد، في آذار/مارس 1946 مذكرة إلى ستالين حث فيها على مصادرة سريعة للمؤسسات التجارية في منطقة النفوذ السوفييتي شرق النمسا ونقل ملكيتها إلى الحزب الشيوعي حتى يصير يد الحزب «موقع اقتصادي مؤثر للغاية». وبعد النتائج المتواضعة التي حققها الحزب في الانتخابات فحصت قيادة الحزب في الأعوام 1947 و1984 إمكانية تقسيم النمسا على طول حدود تواجد القوات السوفييتية، ولكن موسكو رفضت ذلك واستدعت قياديي الحزب كوبلينيغ وفريدل فورنبرغ إلى الكرملين حيث تعرضا للتوبيخ من قبل سكرتير اللجنة المركزية أندريه شدانوف.
في الخلاف والقطيعة بين ستالين والزعيم اليوغسلافي جوزيف تيتو في صيف عام 1948 مالت قيادة الحزب الشيوعي النمساوي محيط بكوبلينغ وفورنبيرغ وإرنست فيشر إلى موسكو إلى جانب موسكو، بينما وقف جزء من شيوعيي مقاطعة كارنثيا إلى جانب تيتو.
بناءً على طلبه، استقال كوبلينغ من رئاسة الحزب في المؤتمر التاسع عشر الذي انعقد في أيار/مايو 1965 من 19، وكرّم برئاسة الحزب الفخرية، وانتخب المؤتمر فرانس موري خلفا له. وفي هذه المرحلة، بدأ الصراع بين الخط السوفييتي داخل الحزب وما سمى بالقوى التحريفية من حول إرنست فيشر وفرانز ماريك.

## حياته الخاصة
تزوج كوبلينغ عام 1929 من المؤرخة والمترجمة هيلدا كوبلينج (1904-2002)، ابنة عالم الفلك النمساوي صموئيل أوبنهايم وأنجبا طفلين. عاش الزوجان أثناء الحرب في موسكو ثم في فيينا منذ عام 1945. ابتداء من العام 1960 عاشت العائلة في الإسكان العمالي هيلموت-كالتنجر-هوف في الحي الثامن عشر في فيينا، وهناك سكن أيضا مفكر الحزب وربيب كوبلينغ السياسي إيرنست فيمر. إبنته إليزابيث ماركشتاين (1929-2013) عالمة لغات سلافية ومترجمة ومؤلفة.
توفي كوبلينغ في 13كانون الأول/ديسمبر 1968 في فيينا بمرض السرطان. ووري رماده في مقبرة فيينا المركزية، القسم 7، Ring 3، Group 4، No. 13، ودفن إلى جواره لاحقا كل من زوجته وابنه إيرنست كوبلينغ.

## تكريم بعد وفاته

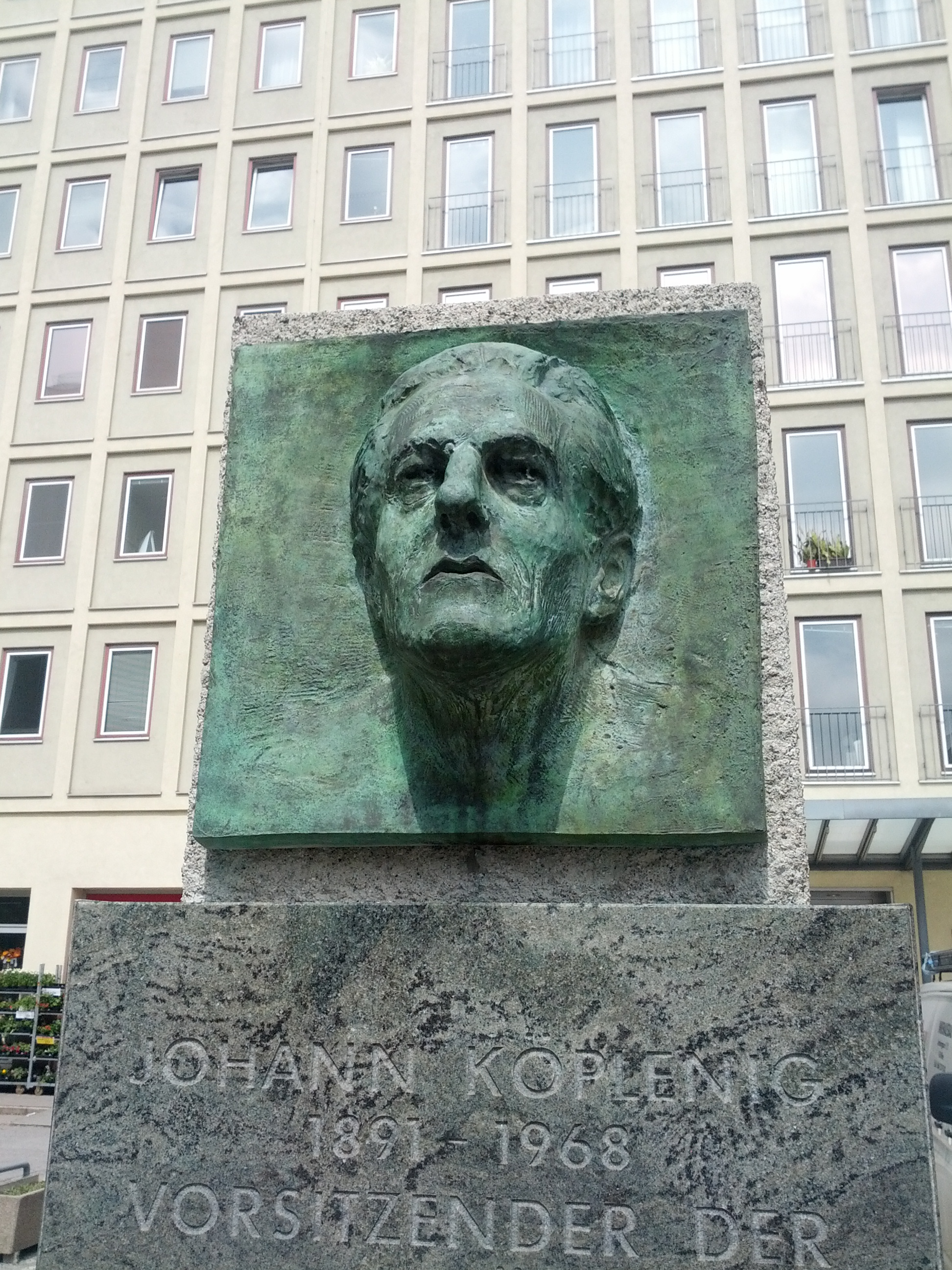
جان شنايدر: نصب كوبلينج التذكاري أمام المقر السابق للحزب ولدار النشر التابعة له Globus-Verlag

- أقيم ليوهان كوبلينغ نصب تذكاري أمام منبى مقر الحزب ودار نشره (سابقا) في حي فيينا العشرين (العنوان بالالمانية: Höchstädtplatz 3)، وهو عبارة عن نقش مربع من البرونز صنعه جان شنايدر الذي عمل كذلك نحاتا في ترميم كاتدرائية سانت ستيفن، ومساعدا لفنان التشكيلي والرسام ألفريد هردليكا، وتشير اللوحة التذكارية إلى دور كوبلينغ بصفته نائب المستشار الأول في حكومة النمسا المحررة.[8]
- في عام 1975 أصدر الاتحاد السوفييتي ميدالية «يوهان كوبلينيغ» البرونزية في ذكرى هزيمة الفاشية الثلاثين.[9]
- في فبراير 2020، أعلن مكتب بلدية فيينا المسؤول عن تسمية الشوارع رفضه لطلب تقدم به مجلس حي فيينا العشرين عام 2018 لإطلاق اسم كوبلينيغ على جزء من ميدان هوخشتيدت في موقع مقر الحزب الشيوعي النمساوي السابق، في سياق احتفالات عام 2020 بذكرى تحرير النمسا الخامسة والسبعين، وأجل النظر في طلب مجلس الحي إلى يونيو 2021.[10][11]

## كتاباته
عن دار نشر شتيرن (بالألمانية: Stern) في فيينا:
- خطب ومقالات 1924-1950، (1951)
- درب الزعيم العمالي (بالألمانية: Der Weg des Arbeiterführers) عام (1951)

## كُتبَ عنه (بالألمانية)
- - ilde Koplenig: Alfred Klahr 1904–1943. [recte: 1944] in Zeitgeschichte, Jg. 3, Heft 4, 1976, S. 97–111
  - dies.: Johann Koplenig: Kriegsgefangenschaft und Revolution 1915–1920, in Zeitgeschichte, Jg. 5, Heft 9/10, 1978, S. 351–371
  - dies.: Johann Koplenig: Der Beginn 1891–1927, in Zeitgeschichte, Jg. 8, Heft 8, 1981, S. 303–322
  - Ilse Korotin & Karin Nusko Hgg.: „…genug Geschichte erlebt.“ Hilde Koplenig 1904–2002. Praesens, Wien 2008 (Erinnerungen der Hilde K.)
  - Elisabeth Markstein: Moskau ist viel schöner als Paris. Leben zwischen zwei Welten, Milena, Wien 2010

## روابط إنترنت
- تسجيلات الأرشيف مع يوهان كوبلينج في الأرشيف الإلكتروني لمكتبة الوسائط النمساوية (المناقشات البرلمانية، البث الإذاعي)